# Torre de Ca l'Abadal
La Torre de Ca l'Abadal és un edifici d'Avinyó protegida com a bé cultural d'interès local.

## Descripció
Es tracta d'un habitatge particular construït com a segona residència. És un ampli edifici de planta irregular que aprofita el gran desnivell del terreny per a modular diferents cossos, tots units i a l'entorn d'un ampli jardí central. Hi ha tres cossos principals disposats en línia; els dos dels extrems tenen teulada a dues vessants i el del mig té un terrat. En un dels extrem s'alça una torre rodona amb merlets. Les parets estan arrebossades i pintades de blanc excepte les obertures que estan resseguides per una motllura pintada d'altre color. Hi ha una profusió d'elements decoratius emprats: mosaics a les finestres portes i voladisses, arrebossat blanc que contrasta amb el color vermellós de les teules, rajoles i vitralls.

## Història
La casa de Cal Abadal és obra de començaments del segle XX (any 1909) construïda per la família del Mas d'Abadal com a residència urbana. La masia és una de les més antigues del terme esmentada ja en la documentació de finals de l'edat mitjana. La casa és situada al centre històric d'Avinyó, a llevant de l'església parroquial, i conserva en molt bon estat tot el conjunt dels jardins així com tots els mosaics que decoren cornises i balcons. És una construcció pròpia de les tendències estilístiques de començament del segle XX: entre el modernisme, per la utilització de ceràmiques policromades, i l'historicisme medievalista, per les formes neoromàniques i amb reminiscències castelleres.